# Полверари, Романо
Романо Полверари (итал. Romano Polverari; 20 сентября 1929 — 27 февраля 1994) — итальянский дзюдоист, чемпион (1958, 1960, 1962) серебряный (1957, 1959, 1962) и бронзовый (1959, 1963—1965) призёр чемпионатов Италии, бронзовый призёр чемпионата Европы 1959 года в Вене, бронзовый призёр чемпионата Европы 1962 года в Эссене в командном зачёте. Выступал в тяжёлой (свыше 80 — 93 кг) и абсолютной весовых категориях.
Представлял команду «G.S. Fiamme oro — Nettuno». После завершения спортивной карьеры работал судьёй международных соревнований.